# Marshalltown (Iowa)
Marshalltown es una ciudad ubicada en el condado de Marshall en el estado estadounidense de Iowa. En el Censo de 2010 tenía una población de 27.552 habitantes y una densidad poblacional de 550,99 personas por km².Marshalltown es conocida como la "Paris de la Pradera". 

## Geografía
Marshalltown se encuentra ubicada en las coordenadas 42°2′4″N 92°54′23″O / 42.03444, -92.90639. Según la Oficina del Censo de los Estados Unidos, Marshalltown tiene una superficie total de 50 km², de la cual 49.94 km² corresponden a tierra firme y (0.13%) 0.07 km² es agua.

## Demografía
Según el censo de 2010, había 27552 personas residiendo en Marshalltown. La densidad de población era de 550,99 hab./km². De los 27552 habitantes, Marshalltown estaba compuesto por el 84.83% blancos, el 2.21% eran afroamericanos, el 0.58% eran amerindios, el 1.69% eran asiáticos, el 0.16% eran isleños del Pacífico, el 7.94% eran de otras razas y el 2.58% pertenecían a dos o más razas. Del total de la población el 24.07% eran hispanos o latinos de cualquier raza.

## Personas notables
- Toby Huss (n. 1966), actor estadounidense;